# Andorrské euromince

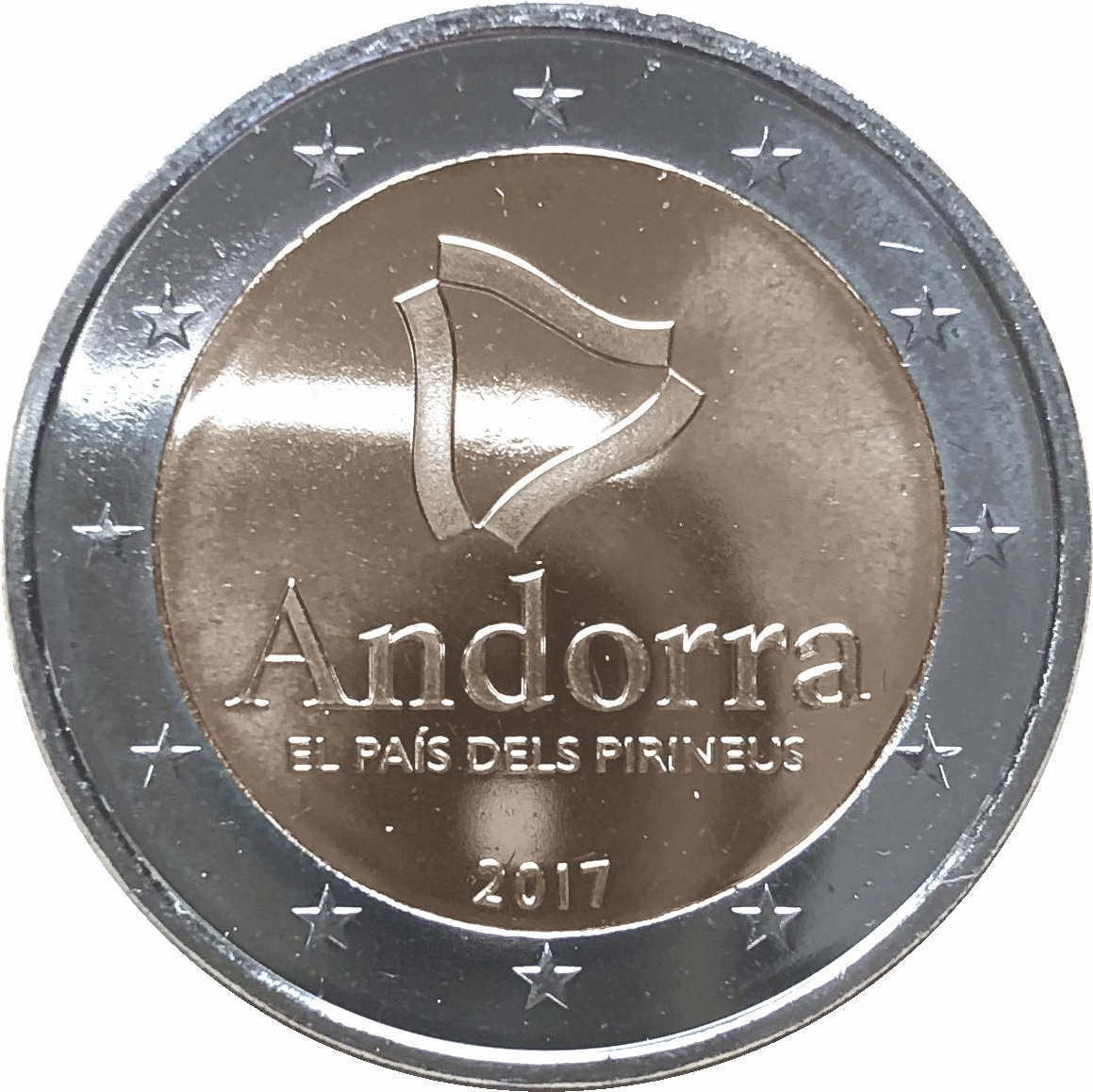
Andorrská pamětní 2€ mince 2017 - Pyreneje

Andorrské euromince byly uvedeny do oběhu v prosinci 2014 i přesto, že Andorra používá euro jako svou měnu už od zavedení eurobankovek a euromincí 1. ledna 2002. Ještě před zavedením eura zde kolovaly španělská peseta a francouzský frank.
Andorra není členem Evropské unie ani Evropské měnové unie, a dokonce ani členem měnové unie s Francií ani Španělskem, což zřejmě souvisí s tím, že do roku 1993 neměla dostatečnou ústavu.
Jednání o měnové dohodě s Evropskou unií začalo v listopadu 2005. Důvodem zdlouhavého procesu vyjednávání byl mimo jiné fakt, že Evropská unie očekávala, že Andorra bude nejdřív souhlasit s opatřeními EU o legislativě a bezpečnosti před tím, než začne razit mince. 30. června 2011 byla podepsána smlouva mezi Andorrou a Evropskou komisí, která zajišťuje Andoře razit mince od 1. července 2013. První andorrské euromince tohoto pyrenejského mikrostátu jsou v oběhu od prosince 2014.

## Vzhled mincí
Na andorrských euromincích se vyskytují čtyři rozdílné motivy:
- 2€ - státní znak Andorry
- 1€ - Casa de la Vall - sídlo parlamentu
- 50c, 20c, 10c - vstupní brána a zvonice chrámu v Santa Coloma
- 5c, 2c, 1c - kamzík středozemní

## Pamětní mince

### Dvoueurové oběžné mince
Následující tabulka zahrnuje 2€ pamětní mice vydané mezi roky 2014 a 2024.
1. 2014 - 20 let v Radě Evropy
2. 2015 - 25. výročí podepsání celní dohody s Evropskou unií
3. 2015 - 30. výročí stanovení plnoletosti a politických práv pro muže a ženy na 18 let věku
4. 2016 - 25. výročí andorrského rozhlasu a televize
5. 2016 - 150 let Nové reformy z roku 1866
6. 2017 - 100 let existence andorrské hymny
7. 2017 - Andorra – země Pyrenejí
8. 2018 - 25. výročí Andorrské ústavy
9. 2018 - 70. výročí Všeobecné deklarace lidských práv
10. 2019 - finále Světového poháru v lyžování v roce 2019
11. 2019 - 600 let Zemské rady
12. 2020 - 27. iberoamerický summit v Andoře
13. 2020 - 50 let od zavedení všeobecného volebního práva pro ženy
14. 2021 - staráme se o naše seniory
15. 2021 - Panna Maria Meritxellská
16. 2022 - desáté výročí dne, kdy vstoupila v platnost měnová dohoda mezi Andorrou a Evropskou unií
17. 2022 - legenda o Karlu Velikém
18. 2023 - oslava letního slunovratu
19. 2023 - 30. výročí přistoupení Andorry k OSN
20. 2024 - mistrovství světa horských kol, pořádané v Andoře
21. 2024 - 100 let lyžování v Andoře